# Serve & volley

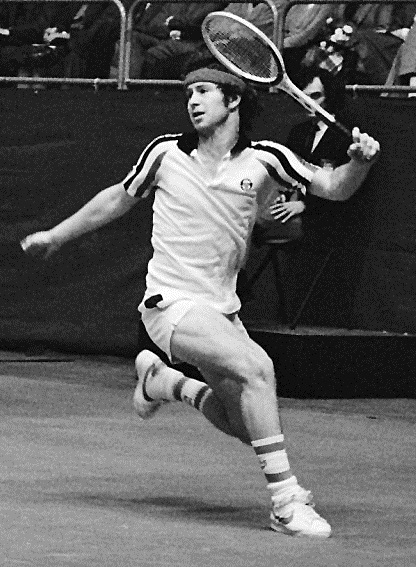
John McEnroe, considerato il massimo interprete del serve and volley

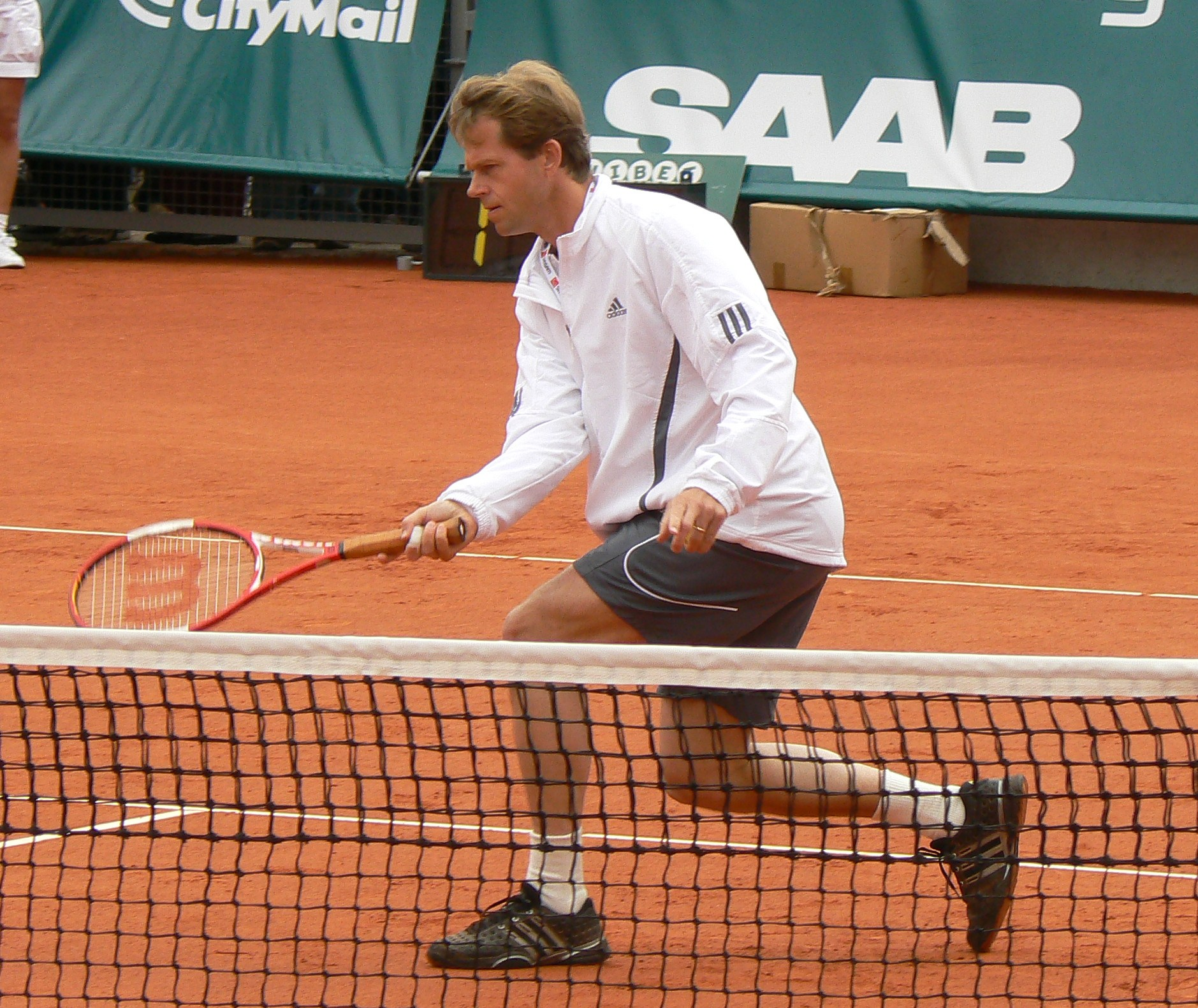
Stefan Edberg, uno dei massimi interpreti del serve and volley

Il serve & volley è una tecnica/schema di gioco del tennis che consiste nello spostarsi subito a rete dopo aver eseguito la battuta o servizio, cercando quindi di colpire la palla di risposta avversaria al volo ossia in volée, demi-volée o smash evitando passanti e pallonetti avversari.

## Descrizione
Il vantaggio di questa tecnica sta nella possibilità di sfruttare un colpo difensivo dell'avversario (quale in genere è la risposta al servizio) per giocare un colpo di volo di comoda esecuzione. Anche la battuta stessa è diversa in quanto bisogna accelerare subito verso la rete ed il lancio di palla è accentuato in avanti. Tale tecnica non è utilizzata in maniera uguale su tutte le superfici di gioco: sul fondo in erba viene usata più spesso, mentre quello in terra è il meno adatto.
Le ragioni risiedono nell'efficacia dei colpi di volo (massima sull'erba per il rimbalzo particolarmente basso), e nella velocità della superficie (in genere si considera l'erba la più veloce, seguita dai tappeti sintetici, dal cemento e dalla terra battuta); una superficie più "veloce", infatti, assorbe di meno l'energia cinetica di un colpo potente come il servizio, rendendo più difficile la risposta. È una tecnica faticosa e snervante, in genere la si usa a tratti nell'incontro. È consigliabile usarla se si è piuttosto alti, altrimenti diventa troppo agevole scavalcare il giocatore a rete con un pallonetto o lob.
Il primo tennista ad applicare serve & volley con continuità sia sulla prima che sulla seconda di servizio fu Jack Kramer (1921–2009). Il S&V visse la sua epoca d'oro tra gli anni '60 e i primi anni 2000. Negli ultimi tempi sono rimasti in pochi i tennisti che giocano Serve & Volley: le motivazioni risiedono principalmente nella aumentata velocità del gioco, che non consente di prendere la giusta posizione sulla rete e riduce al minimo i tempi di reazione e nella capacità dei giocatori di rispondere sempre meglio al servizio avversario. I migliori interpreti di questa disciplina sono oggi i giocatori esperti del doppio (gli indiani e Michaël Llodra su tutti), disciplina nella quale la discesa a rete avviene molto frequentemente.
È simile al chip and charge, altra tecnica tipica dei giocatori serve and volley che consiste nel rispondere al servizio avversario con un rovescio tagliato e scendere a rete.

## Principali giocatori serve & volley

### 1940–1960
- Jack Kramer
- Frank Sedgman
- Pancho Gonzales
- Tony Trabert
- Lew Hoad

### 1960–1980
- Rod Laver
- John Newcombe
- Roy Emerson
- Ken Rosewall
- Tony Roche
- Arthur Ashe
- Stan Smith

### 1980–2005
- John McEnroe
- Pat Cash
- Boris Becker
- Goran Ivanišević
- Pete Sampras
- Richard Krajicek
- Michael Stich
- Stefan Edberg
- Pat Rafter
- Greg Rusedski
- Tim Henman
- Mark Philippoussis

### 2005–attuale
- Nicolas Mahut
- Feliciano López
- Ivo Karlović
- Radek Štěpánek
- Serhij Stachovs'kyj
- Pierre-Hugues Herbert
- Miša Zverev
- Maxime Cressy
- Dustin Brown
- Andrea Vavassori

### Donne
- Martina Navrátilová
- Margaret Smith Court
- Billie Jean King
- Hana Mandlíková
- Zina Garrison